# Средь бела дня (фильм, 2023)
«Средь бела дня» (кит. трад. 白日之下, англ. In Broad Daylight ) — гонконгская драма 2023 года, режиссёр Лоуренс Кан. Главные роли в фильме исполнили Дженнифер Ю, Дэвид Цзян, Рэйчел Люнг и Боуи Лэм. 
Фильм был положительно встречен критиками и зрителями. Картина получила множество номинаций на 42-й Гонконгской кинопремии. Дженнифер Ю, Дэвид Цзян и Рэйчел Люнг завоевали главные награды в своих номинациях. Рэйчел Люнг также победила в номинации "Лучшая актриса второго плана" Азиатской кинопремии

## Сюжет
Журналистка под прикрытием (Дженнифер Ю) расследует предполагаемое жестокое обращение с пациентами в местном доме престарелых. Фильм был снят по мотивам двух скандалов с домами престарелых, которые произошли в Гонконге.

## В ролях
- Дженнифер Ю[англ.] — Кей
- Дэвид Цзян — Чау Кин-Тонг
- Рэйчел Люнг[англ.] — Чен Ким-Ва
- Боуи Лэм[англ.] — Вонг Сиу-Линг
- Хеник Чоу[англ.]
- Люн Чун Ханг[англ.]
- Чу Пак Хонг[англ.]
- Чу Пак Хим
- Нина Пау[англ.]
- Ванора Хуэй
- Боуи Ву[англ.]
- Питер Чан[англ.]

## Награды и номинации
| Награды                     | Награды                      | Награды                      | Награды   |
| Кинопремия                  | Категория                    | Лауреат / претендент         | Результат |
| --------------------------- | ---------------------------- | ---------------------------- | --------- |
| 42-я Гонконгская кинопремия | Лучший фильм                 | Средь бела дня               | Номинация |
| 42-я Гонконгская кинопремия | Лучший режиссёр              | Лоуренс Кан                  | Номинация |
| 42-я Гонконгская кинопремия | Лучший сценарий              | Лоуренс Кан, Тонг Чуй-пинг   | Номинация |
| 42-я Гонконгская кинопремия | Лучшая операторская работа   | Метеор Чун                   | Номинация |
| 42-я Гонконгская кинопремия | Лучший монтаж                | Ло Вай Лунь                  | Номинация |
| 42-я Гонконгская кинопремия | Лучший художник              | Альберт Пун, Кейт Цзе        | Номинация |
| 42-я Гонконгская кинопремия | Лучшая актриса               | Дженнифер Ю                  | Победа    |
| 42-я Гонконгская кинопремия | Лучшая актриса второго плана | Рэйчел Люнг                  | Победа    |
| 42-я Гонконгская кинопремия | Лучший актёр второго плана   | Дэвид Цзян                   | Победа    |
| 42-я Гонконгская кинопремия | Лучший звукорежиссёр         | Чил Ян                       | Номинация |
| 42-я Гонконгская кинопремия | Лучшая песня                 | Прикосновение дневного света | Номинация |
| 17-я Азиатская кинопремия   | Лучшая актриса второго плана | Рэйчел Люнг                  | Победа    |